# Чернореченское водохранилище (Чечня)
Чернореченское водохранилище (чечен. Черноречьен хи латтийла) (также известно как Грозненское море) — водохранилище в городе Грозный Чеченской Республики. Название Чернореченское водохранилище происходит от названия микрорайона Черноречье, рядом с которым располагается водохранилище. Было создано в 1961 году путём устройства на реке Гойта дамбы длиной более 800 метров. Рядом с водохранилищем располагается дендропарк. Площадь водосборного бассейна — 117 км². Высота над уровнем моря — 170 м.

## Туристический комплекс
В 2012 году вокруг водохранилища начато строительство спортивно-оздоровительного туристического комплекса. Его площадь составляет 300 га, из которых водный бассейн — 119,2 га.
На территории комплекса строится 5-звёздочная гостиница на 100 номеров общей площадью около 9 тысяч м² с двухуровневым плавучим рестораном на 400 мест. Также среди объектов 13-этажный ресторан в виде чеченской средневековой башни высотой 50 метров на 240 мест.
5-этажный развлекательный центр «Аква» займёт площадь 3 га. Он предназначается для семейного отдыха, развлечений, культурно-зрелищных мероприятий и спортивно-оздоровительных процедур. На его территории планируется разместить детский городок, смотровую площадку, площадки тихого и активного отдыха с сетью прогулочных дорог и аллей.
Спортивно-тренировочная база включает в себя комплекс учреждений для тренировок, лечения и отдыха спортсменов, гостиницу на 100 мест для спортсменов и тренерского состава. Площадь зданий базы составит 15 077 м², из которых 7800 — тренировочные футбольные поля.
5 октября 2015 года был запущен самый большой и единственный в мире цельный цветомузыкальный водно-погружной фонтан. В пресс-службе руководства республики отметили: «Фонтан не уступает по красоте и техническим характеристикам знаменитому Дубайскому фонтану, а в некоторых показателях даже превосходит его». Длина фонтана 300 метров, ширина — 40 метров, высота струй достигает 100 метров. Струи создают два водных экрана размерами 25 на 18 метров для демонстрации любых видеоматериалов. В состав комплекса входят 248 пушек, выпускающих огонь, высота которого достигает 60 метров. В конструкции фонтана имеются 3600 разноцветных прожекторов.
При подготовке к строительству на территории будущего комплекса были проведены сапёрные работы, в результате которых были обнаружены и ликвидированы неразорвавшиеся боеприпасы и мины.
Стоимость проекта комплекса составляет 21,5 млрд рублей.

## Спортивные соревнования
На Чернореченском водохранилище в советский период прошли пять чемпионатов СССР по водно-моторному спорту, в которых участвовали команды из всех союзных республик. Во всесоюзных гонках на мотолодках и скутерах принимали участие победители первенств ДСО и Кубка СССР.
В сентябре 2018 года на водохранилище прошла «Солнечная регата» — соревнование лодок, движущихся за счет солнечной энергии, в которой приняли участие команды из 15 регионов России.

## Галерея

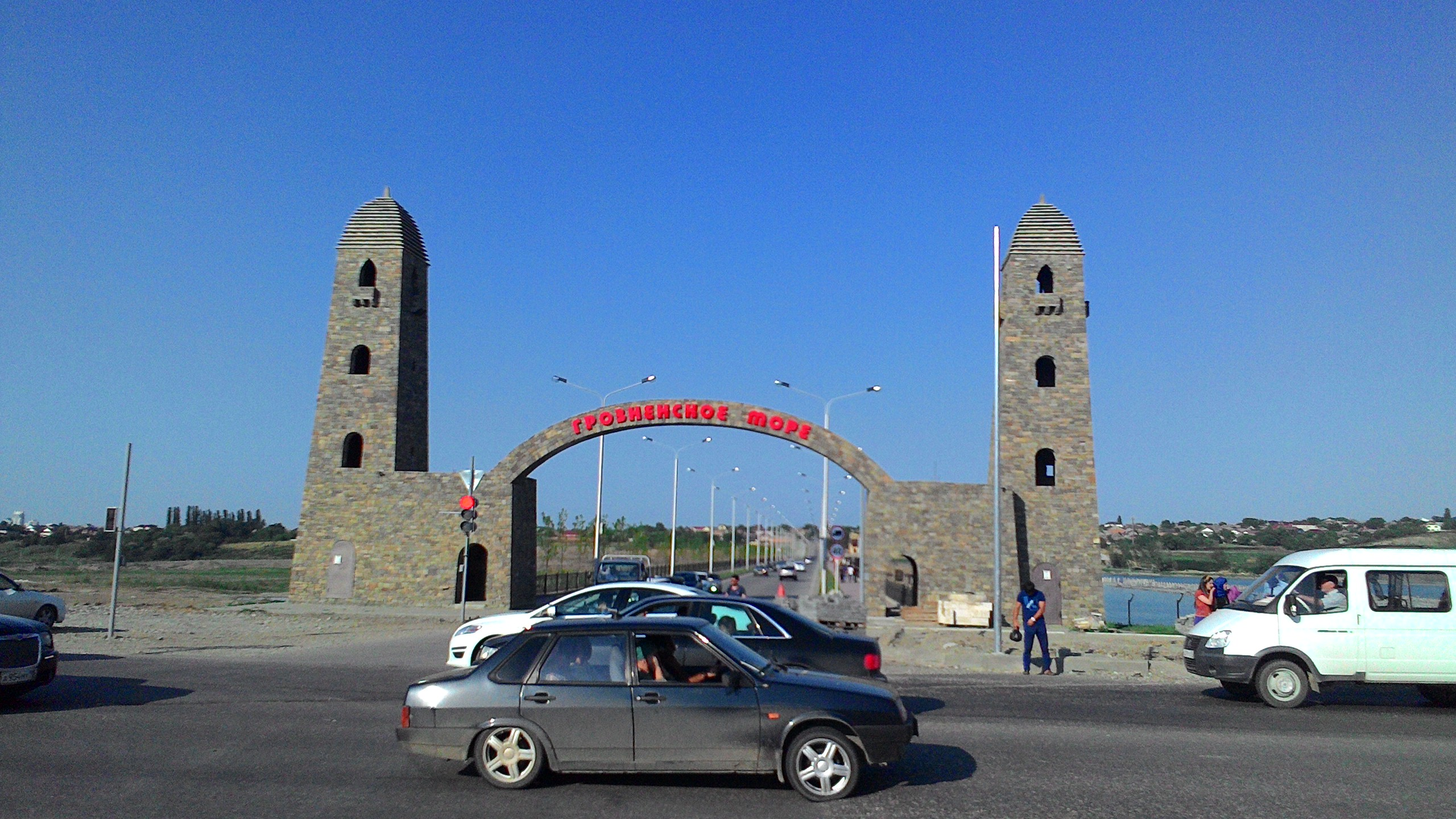
Въезд на дамбу водохранилища
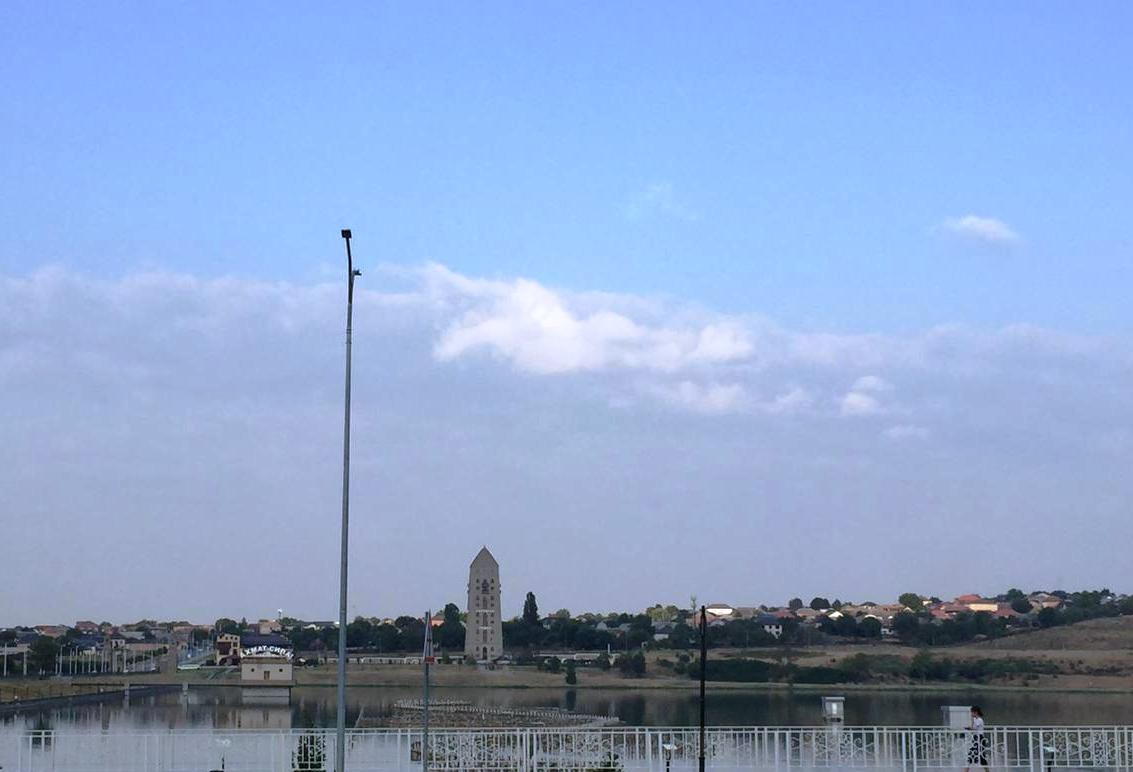
Ресторан в виде средневековой башни на берегу водохранилища
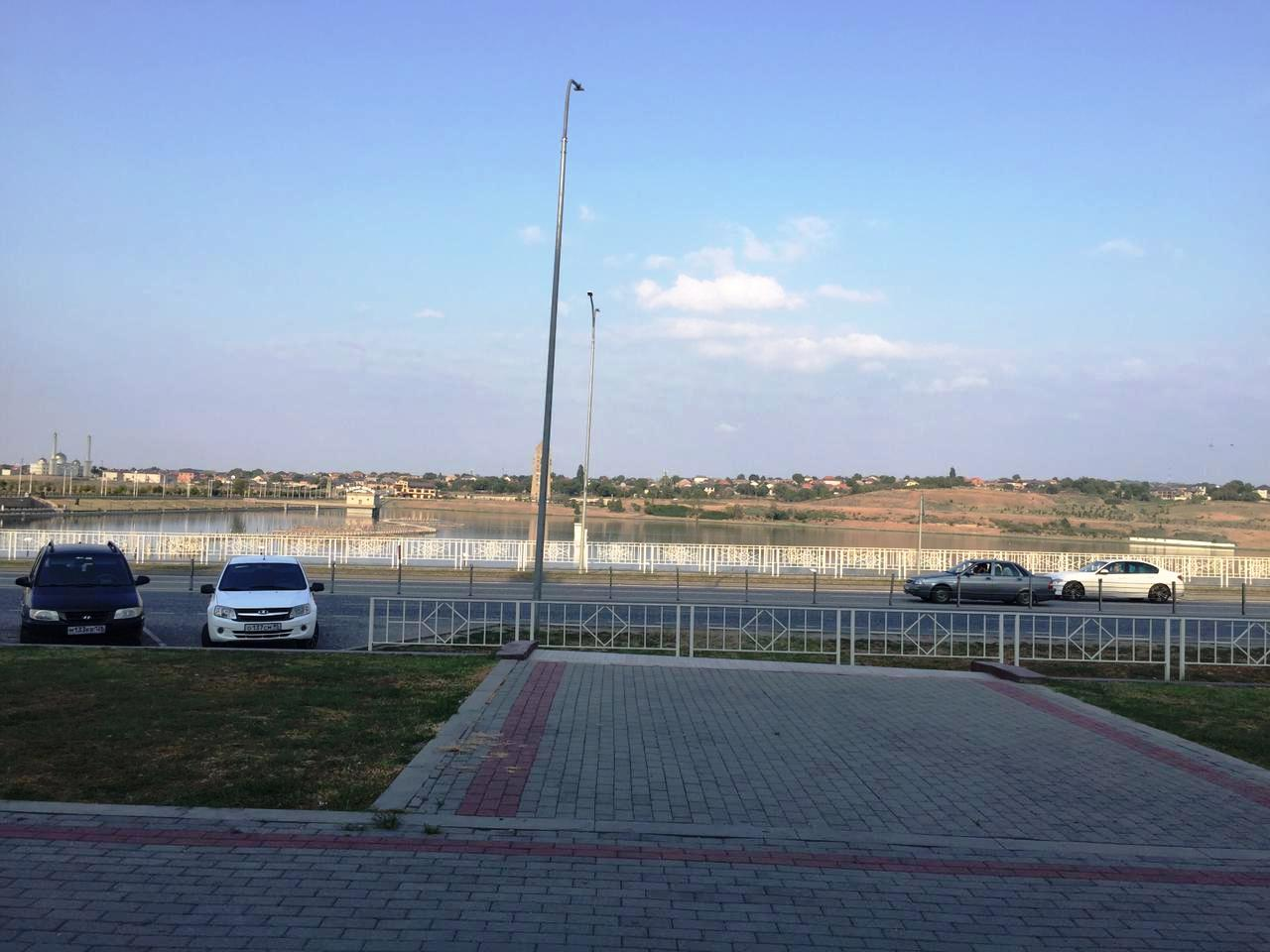
Чернореченское водохранилище
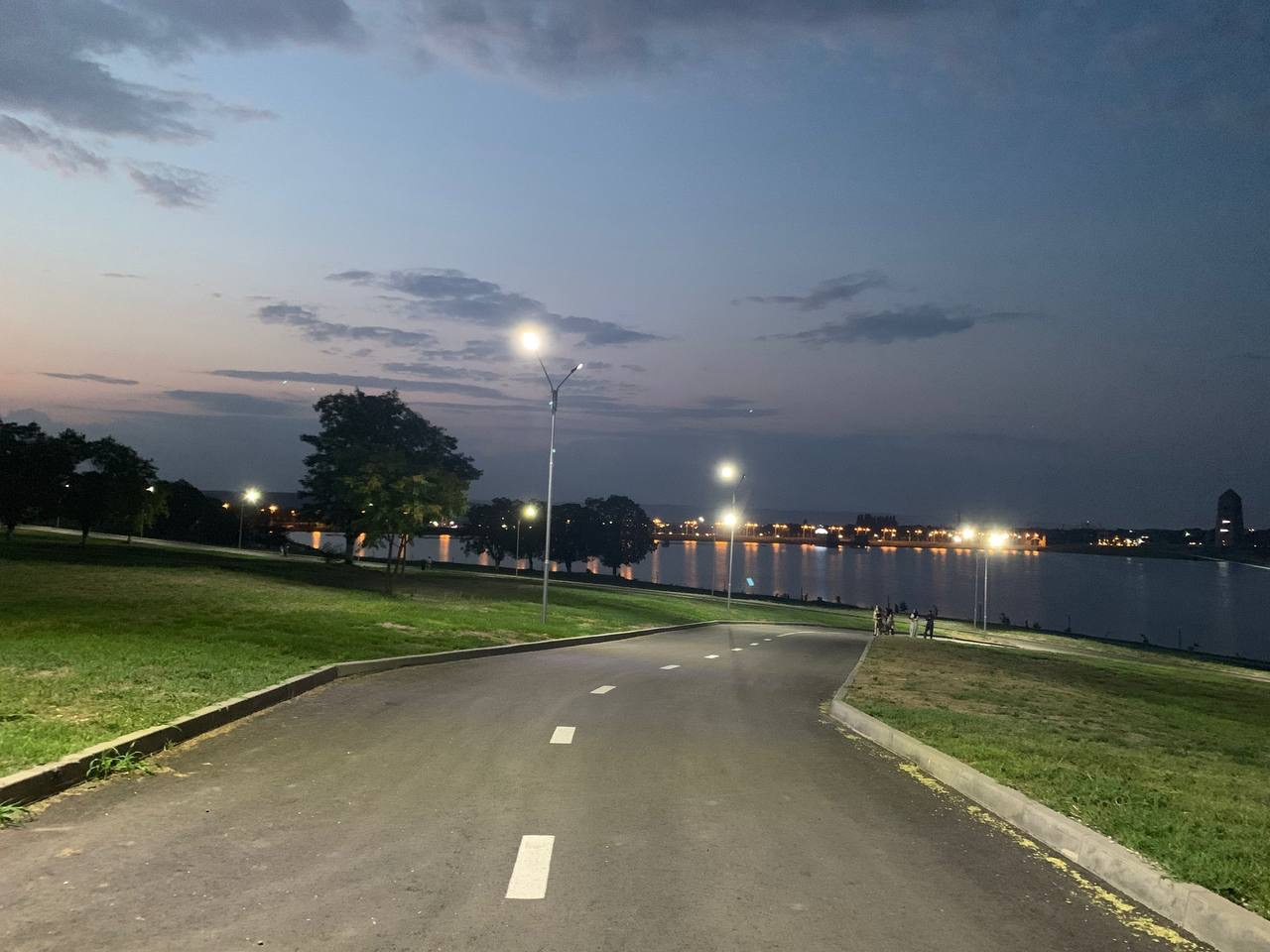
Дорога возле набережной
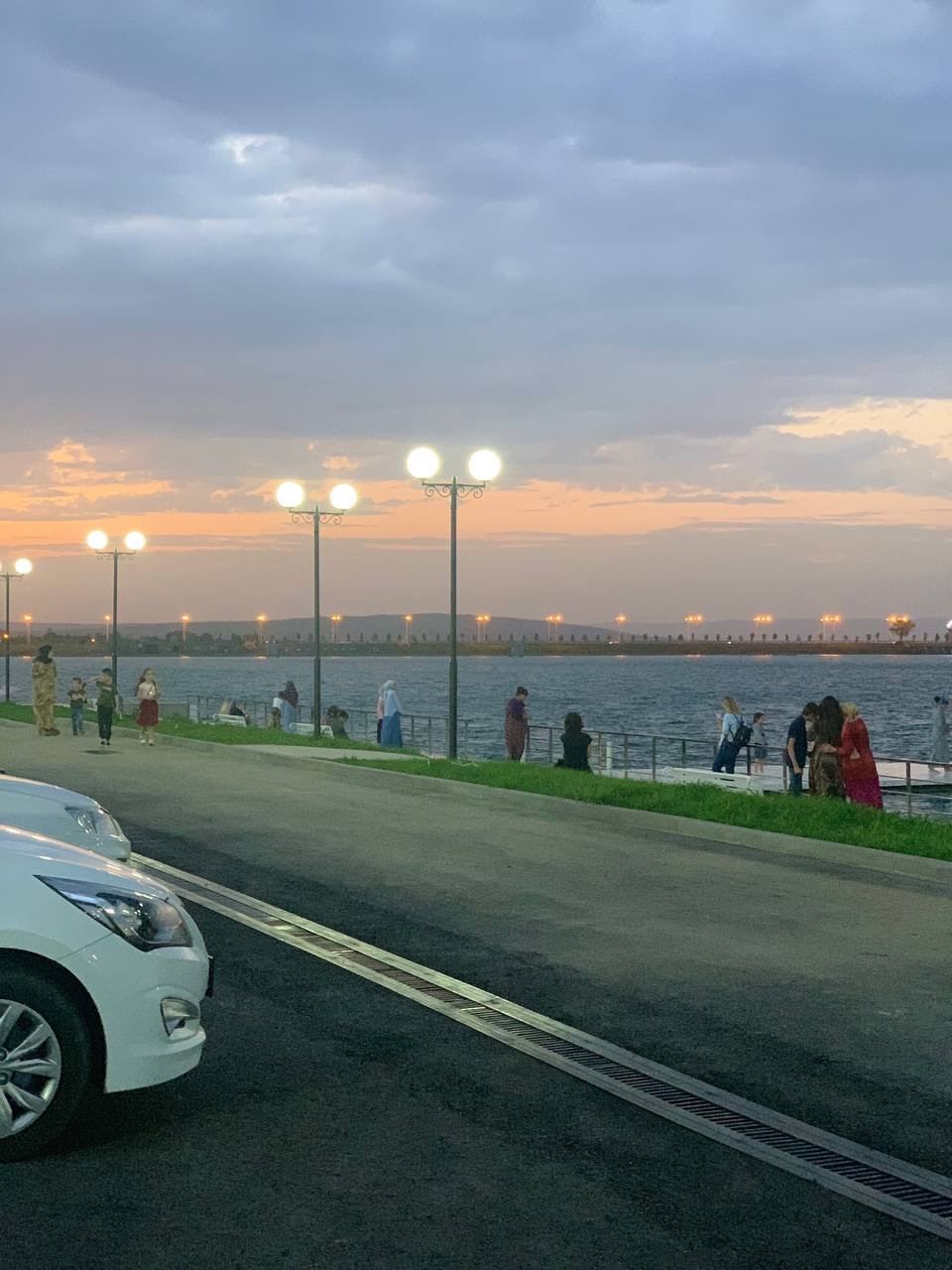
Вид дамбы
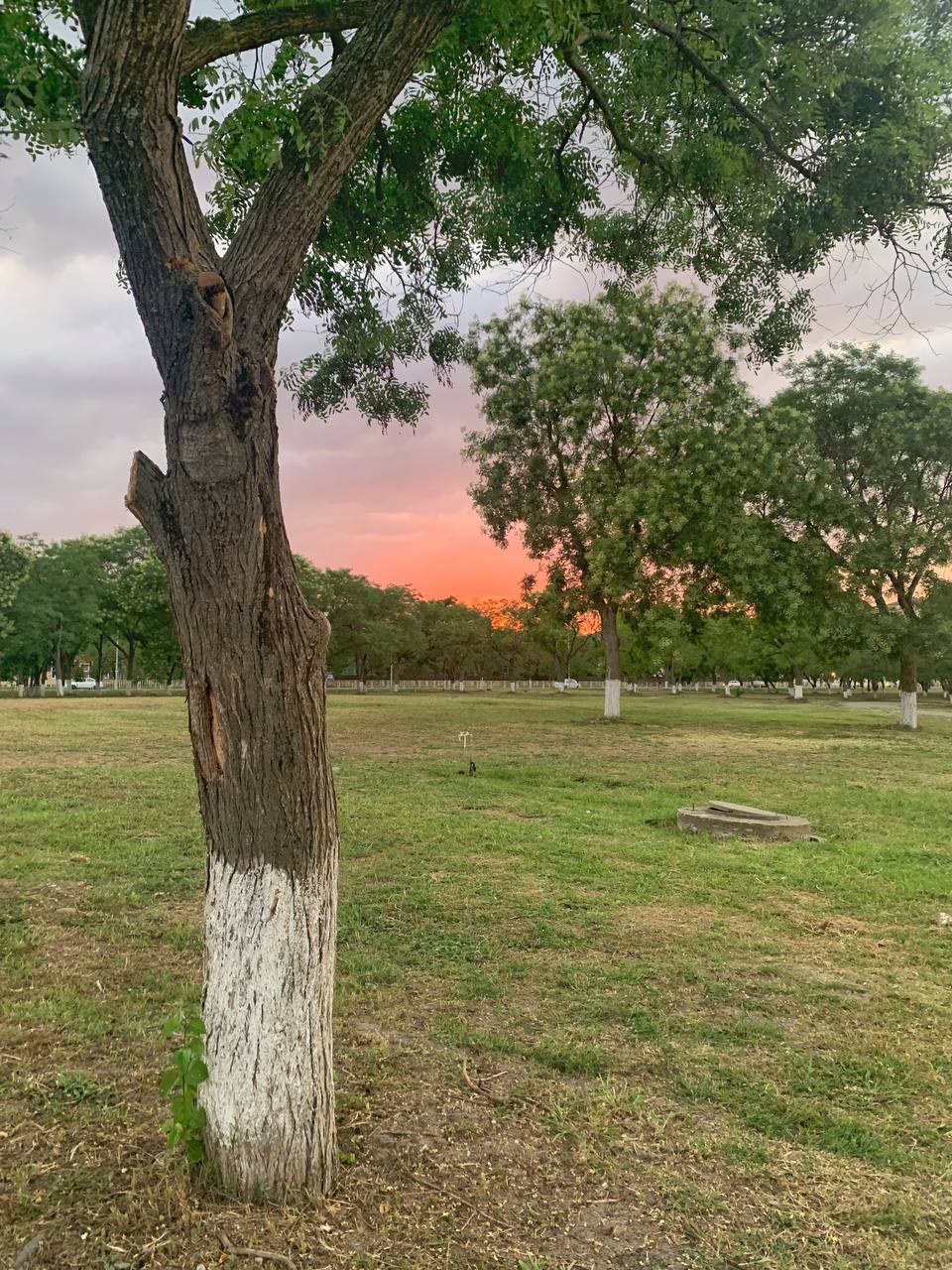
Парк рядом с «Грозненским морем»
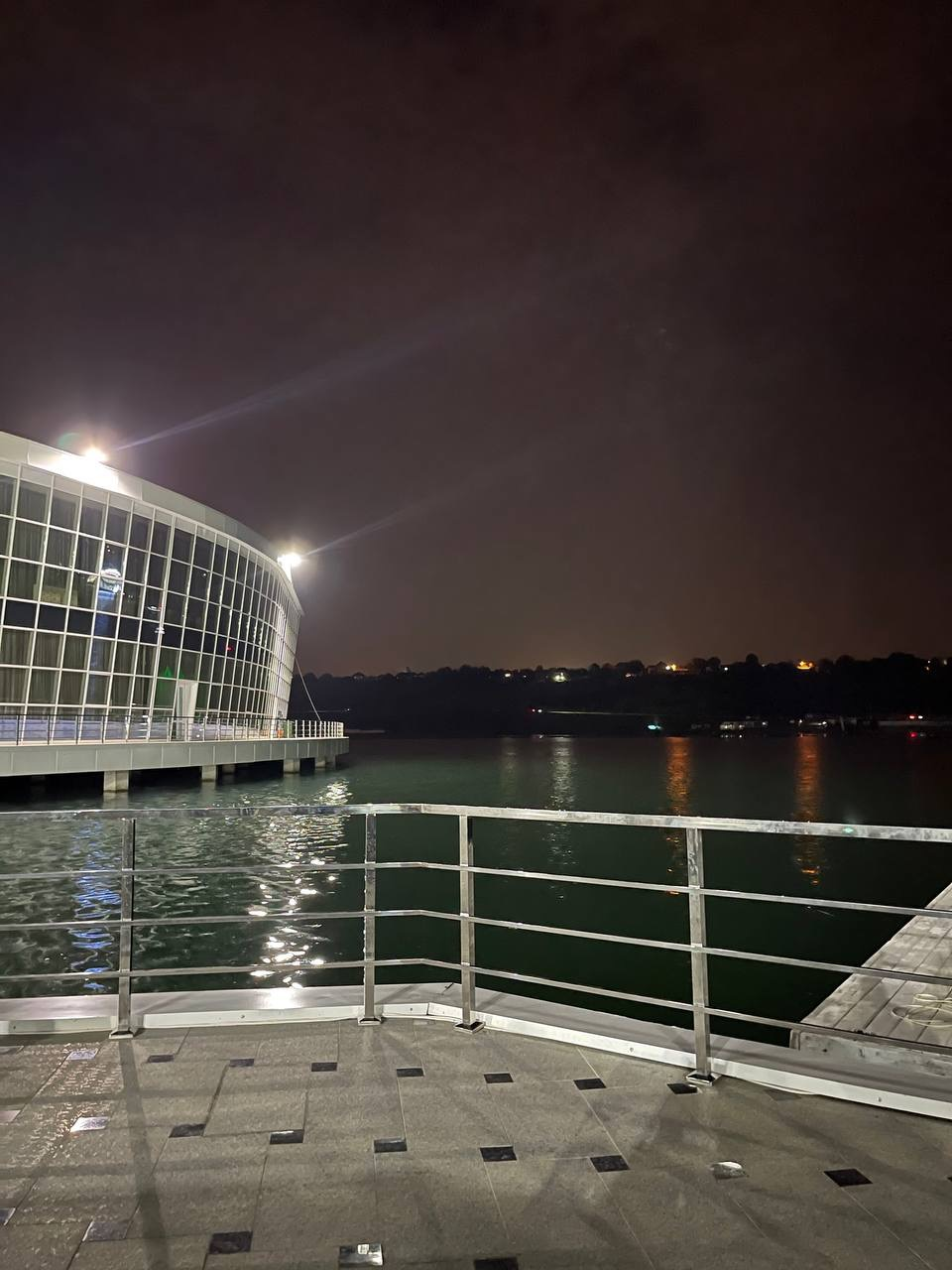
Вид набережной ночью
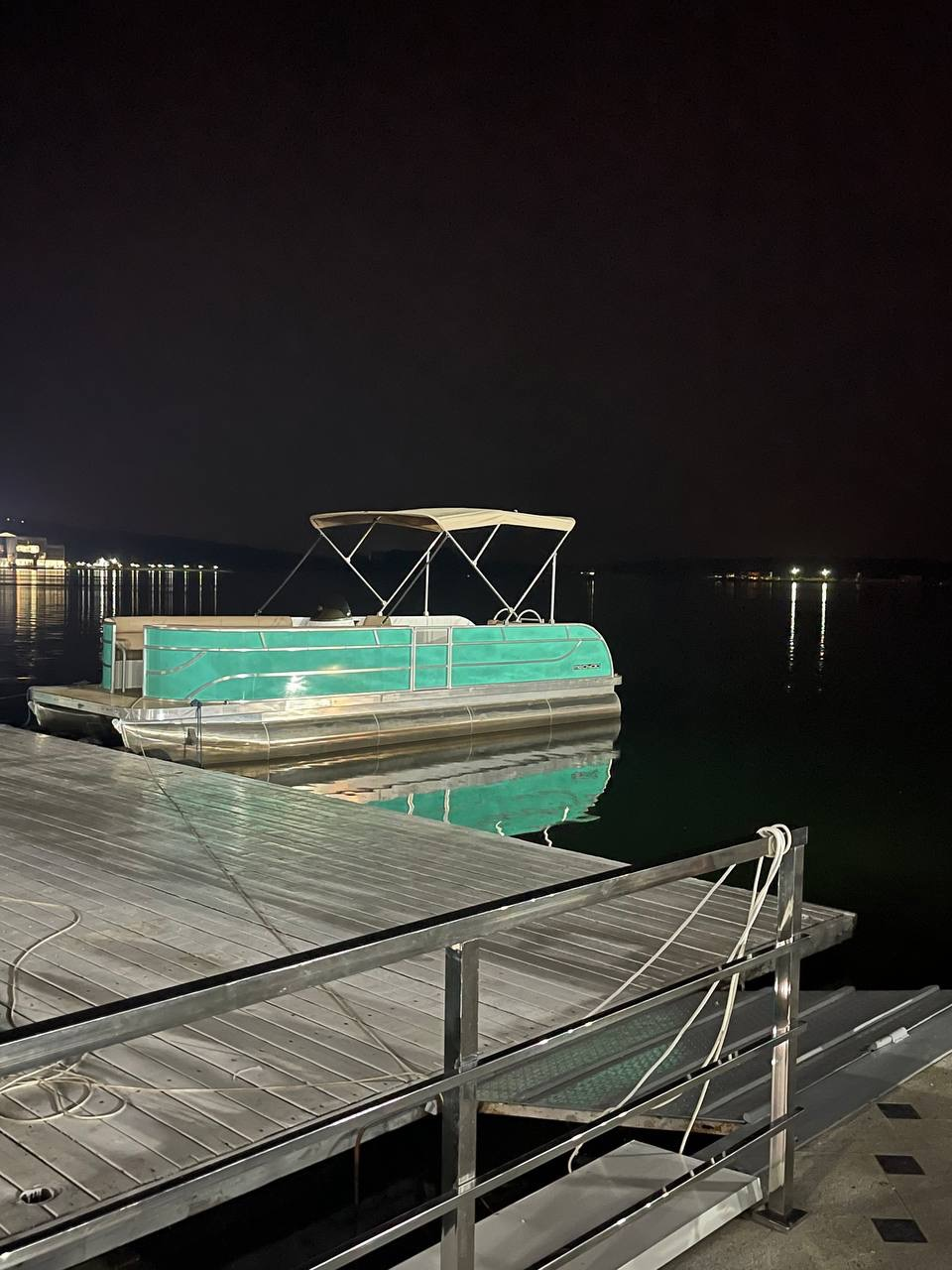
Причал, водный трамвай
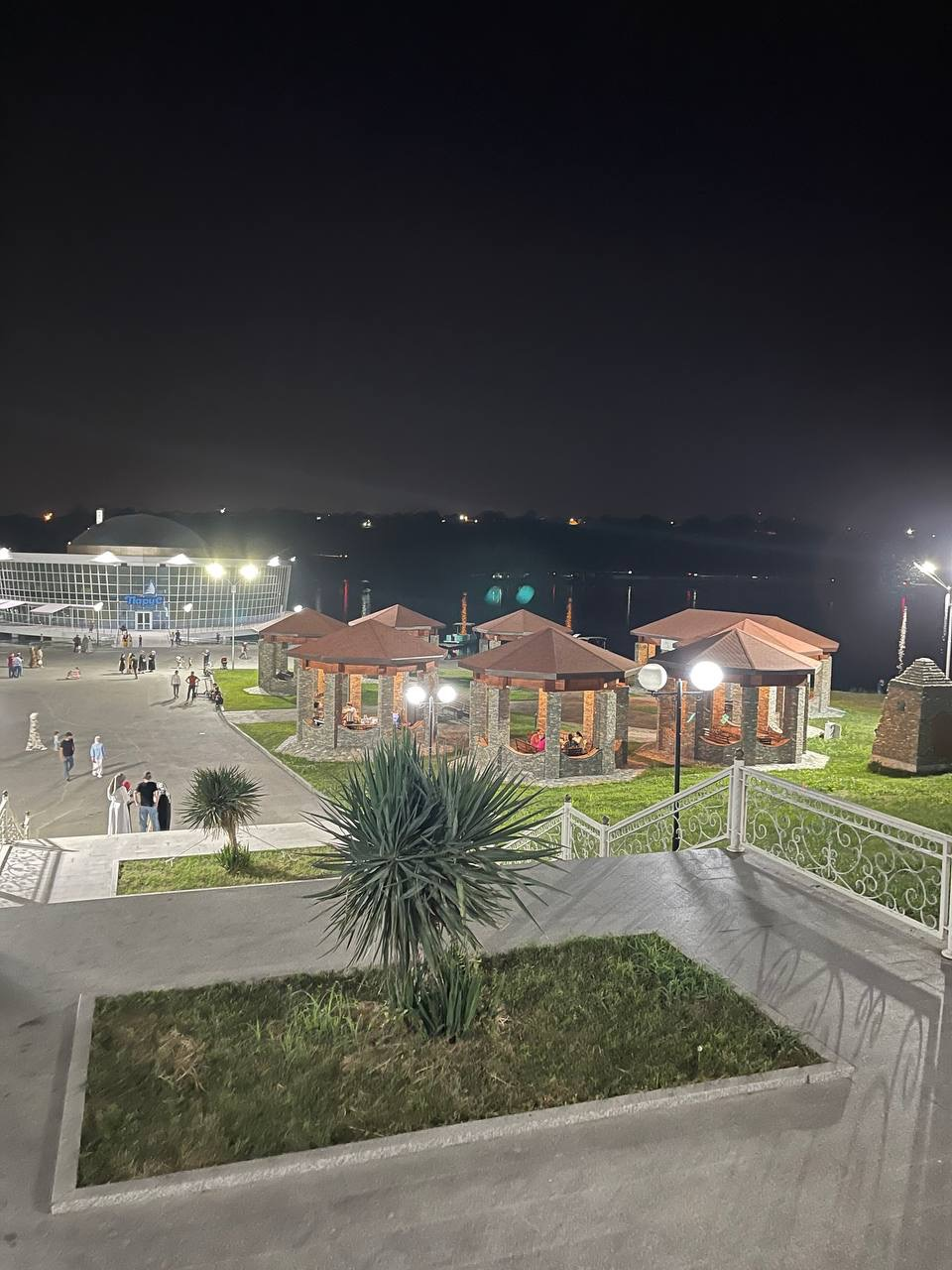
Здание на воде
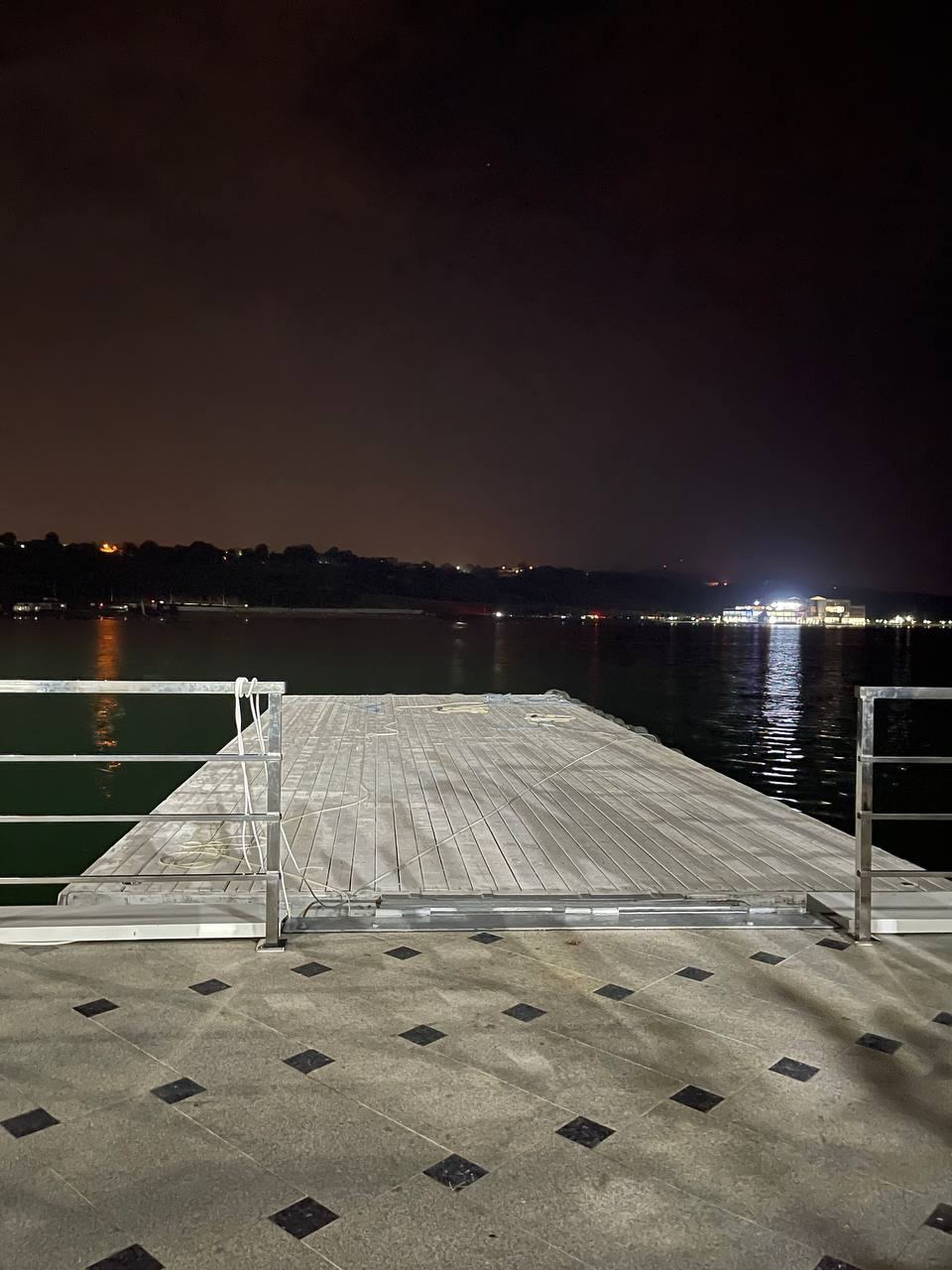
Пирс для швартовки катеров
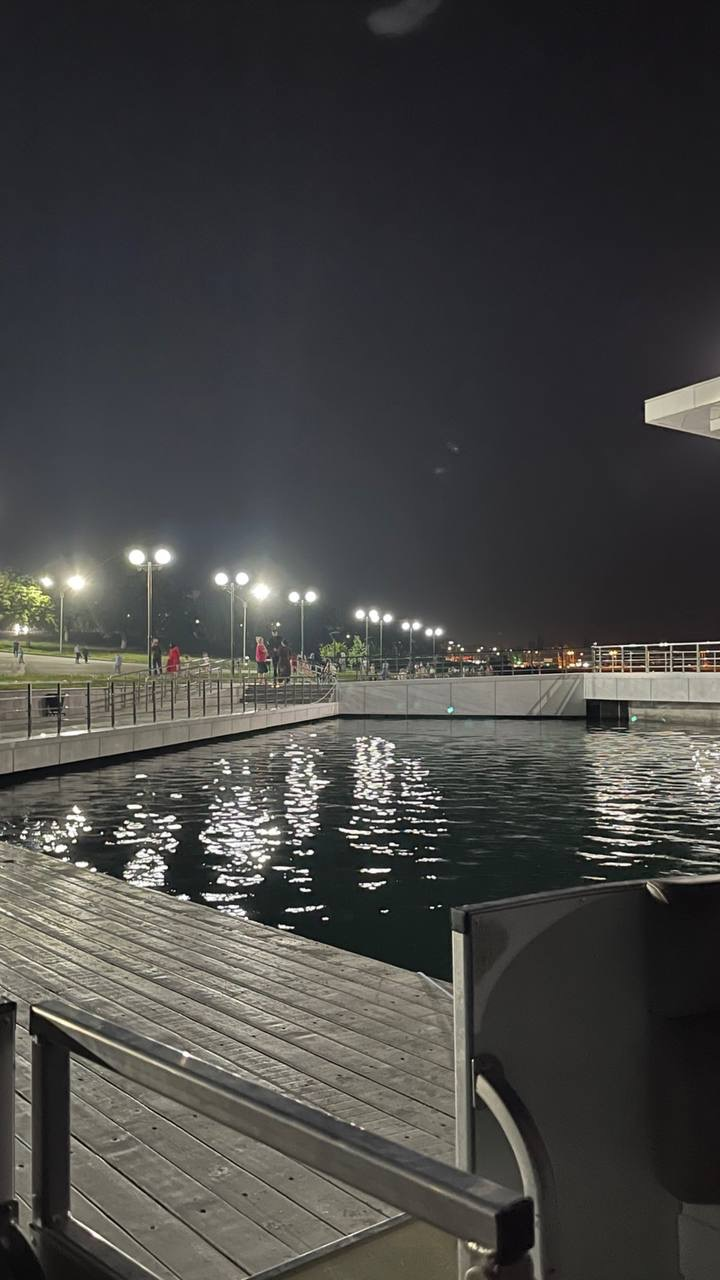
Освещение набережной